# Tilman Ehrhorn
Tilman Ehrhorn  (* 7. Oktober 1972 in Braunschweig) ist ein deutscher Jazzmusiker (Tenorsaxophon, Elektronik, Komposition), der auch als Sounddesigner und Remixer tätig ist.

## Leben und Wirken
Ehrhorn nahm an Workshops teil und studierte von 1993 bis 2001 klassisches und Jazzsaxophon an der Hogeschool voor de Kunsten Arnhem und an der Hochschule für Musik und Theater Hamburg bis zum Diplomabschluss. In dieser Zeit war er Mitglied des Landesjugendjazzorchesters Niedersachsen, des Bundesjazzorchesters und der Bigband Blechschaden. Dann arbeitete er mit der NDR-Bigband, den Hamburger Sinfonikern und Musikern wie Wayne Shorter, Brian Blade, Albert Mangelsdorff, Martial Solal, Barbara Dennerlein, John Patitucci, Al Jarreau, Wolfgang Haffner, Roger Cicero oder Nils Wogram. Als Komponist, Musikproduzent und Holzbläser war er seit 1999 an Hörspiel- und Hörbuchproduktionen für Deutsche Grammophon, BMG/Random House Audio oder  Hörverlag sowie diverse Rundfunkanstalten beteiligt. Mit seinem elektronischen Soloprojekt veröffentlichte er mehrere CDs; weiterhin erstellt er Remixe für diverse Künstler, programmiert Klänge für Musiksoftware und macht die elektronische Nachproduktion von Alben. Er ist auch an Alben mit Julia Hülsmann, Joo Kraus, Efrat Alony, Andy Vaz und Stefan Schultze beteiligt.
Als Professor für Musiktheorie, Musikdesign und Gehörbildung lehrt er zudem an der SRH Hochschule der populären Künste in Berlin.

## Diskographische Hinweise
- 2011: Past Utopia (Neo Ouija/Finetunes)
- 2009: Werken: Sum (Zymogen)
- 2005: Heading for the Open Spaces (Resopal Schallware/Neuton + Roughtrade)
- 2003: Task (Mille Plateaux/EfA)

## Lexikalische Einträge
- Jürgen Wölfer: Jazz in Deutschland. Das Lexikon. Alle Musiker und Plattenfirmen von 1920 bis heute. Hannibal, Höfen 2008, ISBN 978-3-85445-274-4.